# El bebé pitufo
El bebé pitufo (en el francés original, Le Bébé Schtroumpf) es la vigesimosexta historieta de Los Pitufos, de 1984, con guion y dibujos de Peyo. 

## Trayectoria editorial
Le Journal de Spirou. Más tarde apareció como álbum junto a El pitufo carpintero y La pintura pitufa.

## Argumento
Durante una noche de luna azul, una cigüeña deja un Bebé Pitufo a la puerta de la casa de un pitufo y se va. Los pitufos rápidamente van dejándose el bebé unos a otros hasta que termina con la Pitufina.
Al día siguiente, todos los pitufos se reúnen para ver al bebé, excepto el Pitufo Gruñón, al que no le gustan los bebés pitufos. El Pitufo con Gafas pregunta si el bebé es de la Pitufita, lo que la ofende. El bebé es adoptado por todos los pitufos (excepto el Gruñón). El Pitufo Manitas hace una cuna para el bebé, incluyendo una máquina para mecerlo, pero el Gran Pitufo opta porque mezan la cuna manualmente. El Pitufo Goloso cocina un pastel para el bebé, pero la Pitufina le dice que el bebé es muy pequeño para los pasteles. Otros pitufos lavan la ropa sucia del bebé. Cuando el bebé ve al Pitufo Gruñón pasar, trata de imitar su expresión huraña, lo que parece enternecer al Pitufo Gruñón, pero finge apatía cuando la Pitufita le pide que coja al bebé. El Pitufo con Gafas le pregunta al Gran Pitufo de dónde vienen los bebés pitufos, pero la respuesta es tan complicada que no entiende nada. Esa noche, el llanto del bebé no deja dormir a ningún pitufo.
Al día siguiente, los pitufos preparan una fiesta en honor a la Bebé Pitufo, pero la cigüeña llega con una nota que dice que el bebé fue un "error de entrega" y debe llevárselo. A nadie le gusta la idea, pero no tienen opción salvo devolverlo. Sin embargo, pronto descubren que el Pitufo Gruñón se ha escapado con él. Los pitufos buscan al Pitufo Gruñón y al bebé en el bosque. El Pitufo Gruñón logra evitar que lo encuentren, pero luego decide volver a la Aldea Pitufa tras notar todos los peligros a los que se expone el bebé en el bosque.
Después de que los pitufos le devuelven el bebé a la cigüeña, la vida en la aldea se vuelve triste; hasta el Pitufo Bromista y el pitufo que recibe su típico regalo explosivo tratan de reír pero terminan llorando. Esa misma noche, la cigüeña vuelve con el bebé, con una nota que dice que la preocupación del Pitufo Gruñón por el bebé ha causado que se permita que éste permanezca con los pitufos.

## Comentario
Esta es la primera historieta basada en la serie de dibujos animados, en lugar de al revés.